# Paolo Sesana
Paolo Sesana (Como, 17 giugno 1970) è un doppiatore italiano.
È attivo soprattutto nel doppiaggio di serie animate e più in generale di opere d'animazione.

## Doppiaggio

### Film
- Will Arnett in Wristcutters - Una storia d'amore
- Dylan Moran in L'alba dei morti dementi
- Tracey Walter in Due sballati al college
- Michael Peña in The Calcium Kid
- William Tapley in The Commander
- Kevin Durand in Un poliziotto a 4 zampe 3
- Ardon Bess in The Skulls II
- Lachy Hulme in Macbeth - La tragedia dell'ambizione
- Eric Johnson in Bang bang, sei morto

### Serie animate
- Shinobu Sensui e vari personaggi in Yu degli spettri
- Rodolfo Rivera in El Tigre
- Det. Ethan Bennett in The Batman
- Keith/Leone Nero (1ª voce) in Voltron
- Otto in Galline alla riscossa
- Human Fist in Robotboy
- Eugene Tottle in Best Ed
- Vulcano (2ª voce) in Space Goofs - Vicini, troppo vicini!
- Menrere in Papyrus e i misteri del Nilo
- Papà in Celestin
- Sommo Luminescente in Gormiti, che miti
- Padre di Terence in Rossana
- Gary Oak in Pokémon e Pokémon - Oltre i cieli dell'avventura
- Kaito Kuroba/Kaito Kid (2° voce), Jirokichi Suzuki, Yusaku Kudo (4° voce), Ethan Hondo, Wataru Takagi (2° voce) e vari personaggi secondari in Detective Conan
- Jirokichi Suzuki e altre voci secondarie in Magic Kaito 1412
- Yajirobei (nella saga di Majin Bu) in Dragon Ball Z
- C-17 (dell' inferno) e Super C-17 in Dragon Ball GT
- Calico Yooki, Kaku, Shanks il rosso (3ª voce), John Giant (3ª voce) e Portuguese D. Ace (3ª voce) in One Piece
- Hayate Gekko e Kimimaro Kaguya in Naruto
- Yura, Ao e Fugaku Uchiha in Naruto: Shippuden
- Zac Merquise in Gundam Wing
- Edward Falcon in Power Stone
- Gladion in Webdiver
- Dottor Roberts in Harvey Beaks
- Dartz e Para in Yu-Gi-Oh!
- Kagemaru, Sartorius, Kaibaman, Abidos III e Para in Yu-Gi-Oh! GX
- Re delle Nevi in Ever After High
- Sayer, Greiger (2ª voce) Bolger e Armstrong in Yu-Gi-Oh! 5D's
- Mister Heartland e Don Thousand in Yu-Gi-Oh! Zexal
- Eddy in Beyblade e Beyblade G-Revolution
- King e Gordo in Beyblade V-Force
- Kevin Dragonfly in Inazuma Eleven GO
- Asurei Rune in Inazuma Eleven GO Chrono Stones
- Spaera in Inazuma Eleven GO Galaxy
- Nobunaga in Hunter × Hunter
- Silva in Shaman King
- Kimbly, Falman, voce narrante in Fullmetal Alchemist: Brotherhood
- Dott. Hiroshi in Ririka, SOS!
- Ispettore Todo in Hyper Doll
- Lavender, Tupper e dr Paparoni in Dragon Ball Super
- Twice in My Hero Academia
- Personaggi minori in Yattaman
- Abil in That Time I Got Reincarnated as a Slime
- Padre di Bill in Spy × Family
- Shutaro Mendo in Lamù (oav)
- La guardia del corpo di Shutaro Mendo in Lamù e i casinisti planetari - Urusei yatsura

### Film d'animazione
- Kaito Kid (Furto Kid o Ladro Kid nella versione italiana) in Detective Conan - L'ultimo mago del secolo, Detective Conan - Il mago del cielo d'argento, Detective Conan - Requiem per un detective, Lupin Terzo vs Detective Conan
- Corey in Pokémon il film - Mewtwo contro Mew, Pokémon: Mewtwo colpisce ancora - L'evoluzione
- Akainu in One Piece Film: Z
- Shanks in One Piece Film: Red
- Hayate Gekko in The Last: Naruto the Movie

### Serie televisive
- Sean Smith (1° voce) in iCarly
- Cantrell Harris, Ron Ostrow e Ivo Nandi in Scandal
- Greg Watanabe in Watch Over Me
- Jason Pringle in Salt Lake Garage

### Soap opera
- Paul Anthony Stewart in Sentieri

### Videogiochi
- Ybarra in Medal of Honor
- Erik Breighner e Jones in Call of Duty: Black Ops II[1]
- Generale Anton Charkov in Call of Duty: Black Ops Cold War[2]
- Raven in Elsword[3]
- John Pitcairn in Assassin's Creed III[4]
- Marchese de Sade in Assassin's Creed: Unity[5]
- Soldato di Naboo in Star Wars: Episodio I - La minaccia fantasma
- Majid Sadiq in Tom Clancy's Splinter Cell: Blacklist
- Patches Il Ragno in Bloodborne[6]
- Robert Lutece in BioShock Infinite[7]
- Cayde-6 in Destiny 2[8]
- Personaggi vari in Horizon Zero Dawn
- Atea in Kya: Dark Lineage
- Shaco in League of Legends
- Glaz (operatore "Specnaz") in Tom Clancy's Rainbow Six: Siege
- Ezio Capelli in Assassin's Creed: Syndicate[9]
- La Spia, Giulio Cesare, Panoramix e Matusalemix in Asterix & Obelix XXL[10]
- J.A.R.V.I.S. in Marvel's Avengers[11]
- Fayed e Jherek in Baldur's Gate: Dark Alliance[12]
- Mick Zaford in Borderlands 2[13]
- Shifty Sheldon in Borderlands: The Pre-Sequel[14]
- Smith e Prete in Desperados: Wanted Dead or Alive (2001)[15]
- Voce narrante in Heroes of Might and Magic IV (2002)[16]
- Cecchino in Commandos 3: Destination Berlin (2003)[17]
- Kurtis Trent in Tomb Raider: The Angel of Darkness (2003)[18]
- Chris Stone e Generale Tatarin in Freedom Fighters (2003)[19]
- Emon O'Mara e Uomo di Susarro 2 in Broken Sword: Il sonno del drago (2003)[20]
- Jay in Dangerous Heaven: La leggenda dell'Arca (2006)[21]
- Nihlus Kryik in Mass Effect  (2007)[22]
- Paul Ferec in Far Cry 2 (2008)[23]
- Comandante Nicolai Moskvin in Command & Conquer: Red Alert 3 (2008)[24]
- Aquila solitaria, guardiano urlante e sommo luminescente in Gormiti: Gli eroi della natura (2010)[25]
- Grigori Weaver in Call of Duty: Black Ops (2010)[26]
- Protagonista in Arcania: Gothic 4 (2011)[27]
- Johnny O'Lenoman in Duke Nukem Forever (2011)[28]
- Starky in Rage (2011)[29]
- Delvin Mallory in The Elder Scrolls V: Skyrim (2011)[30]
- Monsieur Hopton in Assassin's Creed III: Liberation (2012)[31]
- Inugami in The Darkness II (2012)[32]
- Capitano Ravan e Moek in Diablo III (2012)[33]
- Roland in Halo 4 (2012),[34] Halo 5: Guardians (2015)[35]
- Voce del Computer in Dead Space 3 (2013)[36]
- Langham e Duane Anderson in Broken Sword 5: La maledizione del serpente (2013)[37]
- Hugh e Will in Diablo III: Reaper of Souls (2014)[33]
- Medivh, Maloriak, Allievo, Masticatore di Zombie, Scienziato pazzo, Folgoratic rotante, Geniere Goblin e Corruttore ala nera in Hearthstone (2015)[38]
- Medivh in Heroes of the Storm (2015)[39]
- X6-88, Kellogg, Mark Summerset, Northy e Virgil in Fallout 4 (2015)[40]
- Drahomir the Crook in Deus Ex: Mankind Divided (2016)[41]
- Robot Deebees e Sheperd in Gears of War 4 (2016)[42]
- Miles Harrison in The Evil Within 2 (2017)[43]
- Lussuria in Darksiders III (2018)[44]
- ISAC in Tom Clancy's The Division 2 (2019),[45] Tom Clancy's The Division 2: Warlords of New York (2020)[45]
- Guthrum in Assassin's Creed: Valhalla (2020)[46]
- Paladino in Diablo II: Resurrected (2021)[47]
- Ammiraglio Ackbar e padre di Rey in LEGO Star Wars: La saga degli Skywalker (2022)[48]
- FCO Shadow-1 in Call of Duty: Modern Warfare II (2022)[49]
- Barista robot, vice direttore FBI Chester Bell e radio del camionista in The Dark Pictures: The Devil in Me (2022)[50]
- Dr. Terrence Kyne in Dead Space (Remake) (2023)[51]
- Alibart in Diablo IV (2023)[52]
- Il terzo scranno in Final Fantasy XVI (2023)[53]
- Eugene in Spider-Man 2 (2023)[54]
- Felix Neumann in Call of Duty: Black Ops 6 (2024)[55]
- Dareel e Lattner in Monster Hunter Wilds (2025)[56]
- Comandante Aoki e Shotei in Assassin's Creed Shadows (2025)[57]

### Programmi televisivi
- Peter in The Renovators - Case fai da te
- Dr. Jessen in Grassi contro magri e Malattie imbarazzanti
- Voce narrante in How do they do it - Marchio di Fabbrica, Swords-Pesca in alto mare e Body Bizarre
- Dr. Chris in Bondi Vet - S.O.S. Veterinario